# Schotten (volk)
Schotten (Schots-Gaelisch:Albannaich, of waar het Hooglanders betreft, Gàidheil. Scots: Scots) is een verzamelnaam voor de (voormalige) bewoners van Schotland. Het wordt ook wel gebruikt voor diegenen die de Schotse taal spreken.

## Taal
Bij de definitie van de Schotten als taalgemeenschap kan er grote verwarring ontstaan. Er moet een onderscheid gemaakt tussen drie begrippen waarnaar de term "Schots" in taalkundig opzicht verwijst. En over de inhoud van twee van die begrippen bestaat onder taalkundigen groot verschil van mening, veroorzaakt door de vraag of ze wel of niet een aparte taal "Scots" willen erkennen:
- Schots-Gaelisch, de keltische taal van Schotland die voortgekomen is uit het Oudiers.
- Scots, de veronderstelde aparte Germaanse taal van de bevolking van Schotland tot in de negentiende eeuw, die ook in delen van het Ierse eiland gesproken wordt. Deze wordt dan gezien als: óf een afsplitsing van het Engels óf als een aparte ontwikkeling vanuit het Angelsaksisch.
- Schots-Engels, beschouwd als: óf dezelfde linguïstische entiteit als hierboven, maar nu gezien als een dialectgroep binnen het Engels; óf – door degenen die Scots als een aparte taal erkennen – een recente vorm ontstaan door overneming van Engels.

## Etniciteit
Net als bij veel andere etnische groepen in het Verenigd Koninkrijk is er veel discussie over een correcte omschrijving. Dit hangt samen met de zeer ingewikkelde ontwikkelingsgeschiedenis van de Schotse identiteit.

### Romeinse periode
Tot de komst van de Romeinen in de 1e eeuw is er geen reden om een onderscheid te maken tussen een "Schotland" en de rest van het eiland dat de Romeinen Britannia noemden. Een eerste splitsing vond plaats doordat de Romeinen nooit veel verder kwamen dan wat nu 'the Border' heet en waar door keizer Hadrianus een naar hem vernoemde muur liet bouwen.
Ten noorden van deze Muur van Hadrianus waren er wel wat door de Romeinen beïnvloede bufferstaten, maar het grootste deel van Caledonia was vrij en werd bewoond door een volk dat de Romeinen de Picten noemden. Van die Picten is weinig bekend. Er zijn wat plaatsnamen in Schotland die van een voor-Indo-Europese oorsprong zijn en daarom is wel aangenomen dat de Picten, net als de Basken, een pre-Indo-Europees restvolk waren. Aan de andere kant zijn er ook plaatsnamen die op een Pictische taal wijzen die nauw verwant is aan het Welsh en dat maakt het plausibel dat de Picten Kelten waren.

### Vroege middeleeuwen
In de 4e eeuw ontstond een koninkrijk dat de kust van het Ierse Ulster en de westkust van Schotland omvatte: Dalriada. Traditioneel werd dit geassocieerd met een emigratie van Ieren naar Schotland, die hun eigen Keltische taal, het Oudiers, meenamen waaruit zich later het Schots-Gaelisch ontwikkelde. Zij gaven het land hun naam: ze werden Scotti genoemd in de Latijnse teksten. Archeologisch onderzoek wijst eerder op een gemeenschappelijke ontwikkeling; in het westen van Schotland werd vermoedelijk al vanouds Gaelisch gesproken. In de eeuwen daarna ontstaat er een christelijke Gaelisch sprekende bovenlaag in heel Schotland, die de oorspronkelijke Pictische cultuur in Pictavië heel langzaam verdrong, een proces dat in de 10e eeuw voltooid lijkt te zijn.
In 547 veroverden Angelsaksen het koninkrijk Bernicia dat zich vanuit Noord-Engeland tot aan de Firth of Forth uitstrekte. Hierdoor kwam Schotland voor het eerst onder Germaanse invloed, die overigens lange tijd zeer beperkt bleef. Een tweede Germaanse immigratie vond plaats toen de Noormannen vanaf de 9e eeuw met wisselend succes alle Britse Eilanden trachtten te onderwerpen. Op vele punten aan de kust vestigden ze Noorse kolonies.

### Stamvolkeren
De genoemde groepen: de Picten, Ieren, Angelsaksen en Noren worden wel beschouwd als de vier stamvolkeren waaruit de Schotse natie zich ontwikkeld heeft. Voordat er echter uit deze ongelijksoortige bevolkingsgroepen zoiets als een nationale identiteit kon ontstaan, was het eerst nodig dat er een zekere bestuurlijke eenheid tot stand kwam. Dat gebeurde door de groei van het Gaelische koninkrijk Alba, dat langzaam alle kleinere rijkjes aan zich onderwierp en de directe voorloper was van het koninkrijk Schotland. Die ontwikkeling was echter nog lang niet ten einde – tot laat in de Middeleeuwen bleven vele eilanden Noors in gezag en taal – toen in de 12e eeuw een nieuwe tegenstelling ontstond door de politiek van David I van Schotland en zijn opvolgers.

### Feodaal systeem
Geïnspireerd door het succes van de Normandische koningen van Engeland die vanaf de Slag bij Hastings in 1066 de traditionele stamverhoudingen met geweld vervingen door een feodaal systeem, besloot David ook zijn land te moderniseren met een Franstalige hofcultuur, ridders, kastelen, en Engelstalige steden en clerus. Deze hervorming werd kracht bijgezet door de oplegging van een effectief belastingsysteem aan de boerenbevolking dat door de ridders in hun kastelen gehandhaafd werd. Terwijl de Angelsaksen vrijwel volledig gefeodaliseerd werden, lukte het de Gaelic om effectief verzet te bieden, ook door de tegenstand een etnisch tintje te geven en voor te stellen als een strijd tussen 'echte' Schotten en Engelse 'vreemdelingen'. De oostelijke kuststreek werd echter rond de 14e eeuw sterk verengelst. Zo ontstond een onderscheid tussen de Gaelische "Highlanders" die nog in clans leefden, de feodale Engelstalige "Lowlanders" en de Noorse eilandbewoners.
De invoering van een feodaal systeem zorgde ook voor een steeds grotere verwevenheid met de politieke gebeurtenissen in Engeland. Edelen probeerden over en weer landen in het buurland te verwerven. Conflicten leidden door het leenstelsel tot een militaire kettingreactie, waarbij de Engelsen meermalen een poging deden het hele land over te nemen. Bij de strijd tegen Eduard I van Engeland onder Robert the Bruce kwam het zo voor het eerst tot een zeker besef van een algemene Schotse nationale identiteit. Aan de andere kant zorgden de vele contacten tot een versnelling van het proces van anglisering.

### Opstanden
In de 16e eeuw ging Schotland als geheel over tot de puriteinse Schotse Presbyteriaanse Kerk, die een sterke bindende factor in het land vormde. In 1603 vermaakte Elizabeth I van Engeland haar koninkrijk aan de Schotse koning Jacobus VI. Beide gebeurtenissen versterkten de invloed van de Engelse taal en verhevigden de tegenstelling met de Gaelische clans. Eerst liet men die maar zo veel mogelijk met rust; dat veranderde toen Willem III van Oranje-Nassau de Schotse Stuarts verjoeg. In 1707 werd de personele unie door de Act of Union omgezet in een echte met Engelse hegemonie. Toen de Jacobitistische opstand van Bonnie Prince Charlie in 1745 mislukte, werden de Schotse Hooglanden met geweld gefeodaliseerd en ontbost, de Gaelische Schotten grotendeels gedeporteerd, de clans ontbonden en Gaelische cultuuruitingen verboden.
Het was een slag die de echte Keltische cultuur nooit meer te boven zou komen. Dat de Kelten als machtsfactor waren uitgeschakeld, verminderde echter ook de tegenstelling met de Engelstalige Schotten en wekte bij de laatsten een ressentiment op tegenover de als onderdrukkers beschouwde Engelsen, die ook concurrenten waren in de industriële revolutie. Al vanaf de late 18e eeuw ontstond zo een romantische identificering met de verslagen Kelten, waarvan de cultuur geïdealiseerd werd en omgezet in een nieuwe algemene Schotse identiteit, verheerlijkt in de boeken van Walter Scott en gesymboliseerd in het folkloristisch gebruik van tartan (met nieuw verzonnen ruitpatronen) en de doedelzak. Om de band van de Engelstalige Schotten met het oude Schotland te beklemtonen, bedacht men de theorie dat de Germaanse bewoning van de Lowlands al heel oud was, vanaf de zevende in plaats van de veertiende eeuw, en er werd door anderen zelfs beweerd dat de Picten al Germaans waren! Modern onderzoek heeft dit weerlegd, maar men vindt deze voorstelling van zaken nog in veel populaire geschiedschrijvingen terug.

### Emigratie
De inwoners van Schotland die (al dan niet gedwongen) emigreerden, hielden vaak vast aan hun tradities en taalgebruik. Zij vinden zich vaak meer "Schot" dan een bewoner van Schotland. Zo wonen aan het begin van de 21e eeuw 5 miljoen mensen in Schotland. Verder noemen ongeveer 10 miljoen mensen, die voornamelijk in Australië, Canada en de Verenigde Staten wonen, zichzelf Schots (Scottish). Dit is met name te zien in Canada. In de provincie Nova Scotia (het nieuwe Schotland) dat als deportatiegebied was aangewezen, floreert de Schotse cultuur en spreken sommigen nog Gaelisch.
Daarnaast vinden Ierse en Schotse emigranten elkaar in hun gewoontes en hun "Gaelic" achtergrond en worden vaak met Scotch-Irish aangeduid.
De verhouding met Ierland is erg complex geworden. Veel Schotse protestanten verhuisden vanaf de 17e eeuw naar Ulster en vormen daar nu de meerderheid. Aan de andere kant emigreerden in de 19e eeuw veel katholieke Ieren naar de industriezone bij Glasgow.
Ondanks de unie met Engeland in het Verenigd Koninkrijk bleven veel Schotse (staats)instellingen hun eigen karakter behouden, vooral op het gebied van religie (men is er Presbyteriaans, niet Anglicaans), rechtssysteem (er is een aparte rechterlijke macht) en onderwijs. Op het eind van de 20e eeuw ontstond een krachtige beweging voor een verbreking van de eenheidsstaat ofwel voor devolution. In 1998 heeft de Britse regering hierin ten dele toegestemd door de heroprichting van het Schotse parlement dat over alle gebieden die het Britse parlement zich niet heeft voorbehouden vrijelijk kan beschikken.

## Trivia
- Een man wordt aangeduid als: Schot of Schotsman
- Een vrouw wordt aangeduid met: Schotse
- Jock is een Brits-Engelse scheldnaam voor een Schot